# Collisione aerea del fiume Potomac
Il 29 gennaio 2025, il volo PSA Airlines 5342, commercializzato come volo American Eagle 5342, operato da un Bombardier CRJ700, si è scontrato in volo con un elicottero Sikorsky UH-60 Black Hawk dell'Esercito degli Stati Uniti sopra il fiume Potomac a mezzo miglio dalla pista 33 dell'aeroporto Nazionale di Washington-Ronald Reagan di Arlington, Virginia, provocando la morte di tutte le 67 persone a bordo di entrambi gli aeromobili (64 sull'aereo, 3 sull'elicottero).
L'aereo dell'American Airlines, operato dalla PSA Airlines, era in rotta dall'aeroporto nazionale Wichita-Dwight D. Eisenhower di Wichita, Kansas, ed era in fase di avvicinamento finale a Washington. L'elicottero stava effettuando un'esercitazione notturna per uno dei suoi piloti dal Davison Army Airfield nella contea di Fairfax, Virginia.

## Contesto

### Gli aerei
Il volo American Eagle 5342 era operato da un Bombardier CRJ700 di 20 anni, un jet regionale comunemente utilizzato per voli a breve e medio raggio. Era configurato come CRJ701ER, con una capacità di posti leggermente superiore e un'autonomia maggiore. Prodotto nel settembre 2004, portava il numero di registrazione N709PS ed era stato trasferito a PSA Airlines per operare con il marchio American Eagle nel dicembre 2013, poco dopo la fusione di US Airways e American Airlines. Il volo è partito dall'aeroporto nazionale Dwight D. Eisenhower di Wichita ed era diretto all'aeroporto Nazionale Ronald Reagan di Washington.
L'elicottero coinvolto era un Sikorsky UH-60L Black Hawk dell'esercito degli Stati Uniti registrato come 00-26860. Era configurato per il trasporto esecutivo di alti funzionari e soldati statunitensi e volava con il nominativo PAT25, che indicava un volo di "trasporto aereo prioritario". Nessun alto funzionario era a bordo. L'elicottero, della compagnia B del 12º battaglione di aviazione di Fort Belvoir, era in volo di addestramento dal Davison Army Airfield quando è avvenuta la collisione.

### Passeggeri ed equipaggi
L'aereo di linea trasportava 60 passeggeri e quattro membri dell'equipaggio; l'elicottero aveva un equipaggio di tre militari.
Il comandante dell'aereo di linea, Jonathan Campos, lavorava con la compagnia aerea da sei anni. Il primo ufficiale, Samuel Lilley, lavorava con la compagnia aerea da due anni. Campos viveva a Ormond Beach, in Florida, e aveva studiato all'Embry-Riddle Aeronautical University. Lilley si era laureato alla Georgia Southern University e viveva a Charlotte, nella Carolina del Nord.
L'Associazione degli assistenti di volo ha riferito che due dei suoi membri si trovavano sul volo 5342.
Sull’aereo inoltre viaggiavano diversi pattinatori della nazionale di pattinaggio sul ghiaccio di figura degli Stati Uniti, dirigenti sportivi e loro familiari.
L'elicottero aveva un equipaggio di tre membri dell'esercito:
- un valutatore, il Chief Warrant Officer 2 Andrew Eaves, della contea di Noxubee, Mississippi;
- il capo equipaggio, il sergente maggiore Ryan O'Hara, 29 anni, della contea di Gwinnett, Georgia[16];
- una donna pilota, il capitano Rebecca Lobach, 28 anni, che stava effettuando il suo volo annuale di valutazione notturna.[17]

### L'aeroporto Ronald Reagan
Lo spazio aereo intorno all'aeroporto nazionale di Reagan è considerato una delle aree più difficili da sorvolare perché lo spazio aereo è limitato su entrambi i lati del fiume Potomac per proteggere Washington. Si è cercato di ridurre la congestione dello spazio aereo intorno ad esso, ma il Congresso ha approvato un aumento dei voli da e per il Reagan nel 2024.
"Come la maggior parte delle strutture di controllo del traffico aereo del Paese, la torre dell'aeroporto Reagan è stata sotto organico per anni", ha riportato il New York Times il 30 gennaio. La notte della collisione, la quantità di personale della torre era "non normale per l'ora del giorno e il volume del traffico", secondo un rapporto preliminare interno della Federal Aviation Administration (FAA) sulla sicurezza della collisione, esaminato dal New York Times. Un solo controllore gestiva gli elicotteri all'interno e intorno all'aeroporto e dava istruzioni agli aerei in atterraggio e in partenza. "Tra le 10.00 e le 21.30, questi compiti sono di solito assegnati a due controllori, anziché a uno", ha scritto il New York Times. Le mansioni vengono normalmente combinate alle 21.30, quando il traffico diminuisce. Ma la sera dell'incidente, un supervisore dei controllori aerei aveva unito le mansioni prima delle 21:30, per consentire a un controllore di andarsene prima.

### Incidenti evitati
Nei due anni precedenti, all'aeroporto nazionale Ronald Reagan Washington (DCA) sono stati segnalati tre episodi in cui sono stati evitati incidenti. Tra questi:
- Nel marzo 2023, un aereo della Republic Airways ha attraversato la traiettoria di un aereo della United Airlines autorizzato al decollo.[22]
- Nell'aprile 2024, il volo Southwest Airlines 2937 è stato autorizzato ad attraversare la pista 4 mentre il volo JetBlue 1554 stava iniziando la sua corsa di decollo sulla stessa pista.[23]
- Nel maggio 2024, un aereo dell'American Airlines ha interrotto il decollo per evitare una collisione con un jet privato che era stato autorizzato dal controllo del traffico aereo ad atterrare su una pista intersecante.[24]

Il National Transportation Safety Board (NTSB) ha indagato sugli incidenti sfiorati. Un incidente avvenuto nel febbraio 2023 ad Austin, in Texas, in cui un Boeing 767 della FedEx e un volo della Southwest Airlines si sono avvicinati a circa 115 piedi (35 m) l'uno dall'altro dopo che entrambi erano stati autorizzati ad atterrare sulla stessa pista ha spinto la FAA a redigere una nuova politica di controllo del traffico aereo volta a migliorare i sistemi di avviso di collisione, ad assumere un maggior numero di controllori e a ridurne la stanchezza. I legislatori avevano anche programmato delle audizioni per accelerare queste misure.

### Federal Aviation Administration (FAA)
L'ex amministratore della FAA Mike Whitaker si è dimesso il 20 gennaio 2025, dopo aver annunciato in precedenza la sua intenzione di dimettersi nel dicembre 2024. Il 29 gennaio 2025 non c'era un capo amministratore ufficiale della FAA, con la pagina della leadership del sito web della FAA che riportava l'incarico come “vacante”. Al momento della collisione, Chris Rocheleau era vice amministratore della FAA, dopo aver prestato giuramento al Senato la settimana precedente. Rocheleau è stato poi nominato capo amministratore.

### Aviation Security Advisory Committee (ASAC)
L'ASAC, ora parte del Dipartimento di Sicurezza Nazionale, è stata costituita per migliorare la sicurezza dell'aviazione dopo l'attentato al volo Pan Am 103 nel 1988. L'ASAC forniva principalmente consulenza alla Transportation Security Administration (TSA) sulla sicurezza dell'aviazione e la maggior parte delle sue raccomandazioni negli ultimi 35 anni sono state attuate. Il 21 gennaio 2025, tutti i membri sono stati licenziati dal Presidente Trump, rendendo il comitato defunto. Anche l'amministratore della TSA David Pekoske e l'ammiraglio Linda Fagan, comandante della Guardia Costiera, sono stati licenziati dalla seconda amministrazione Trump.

## L'incidente

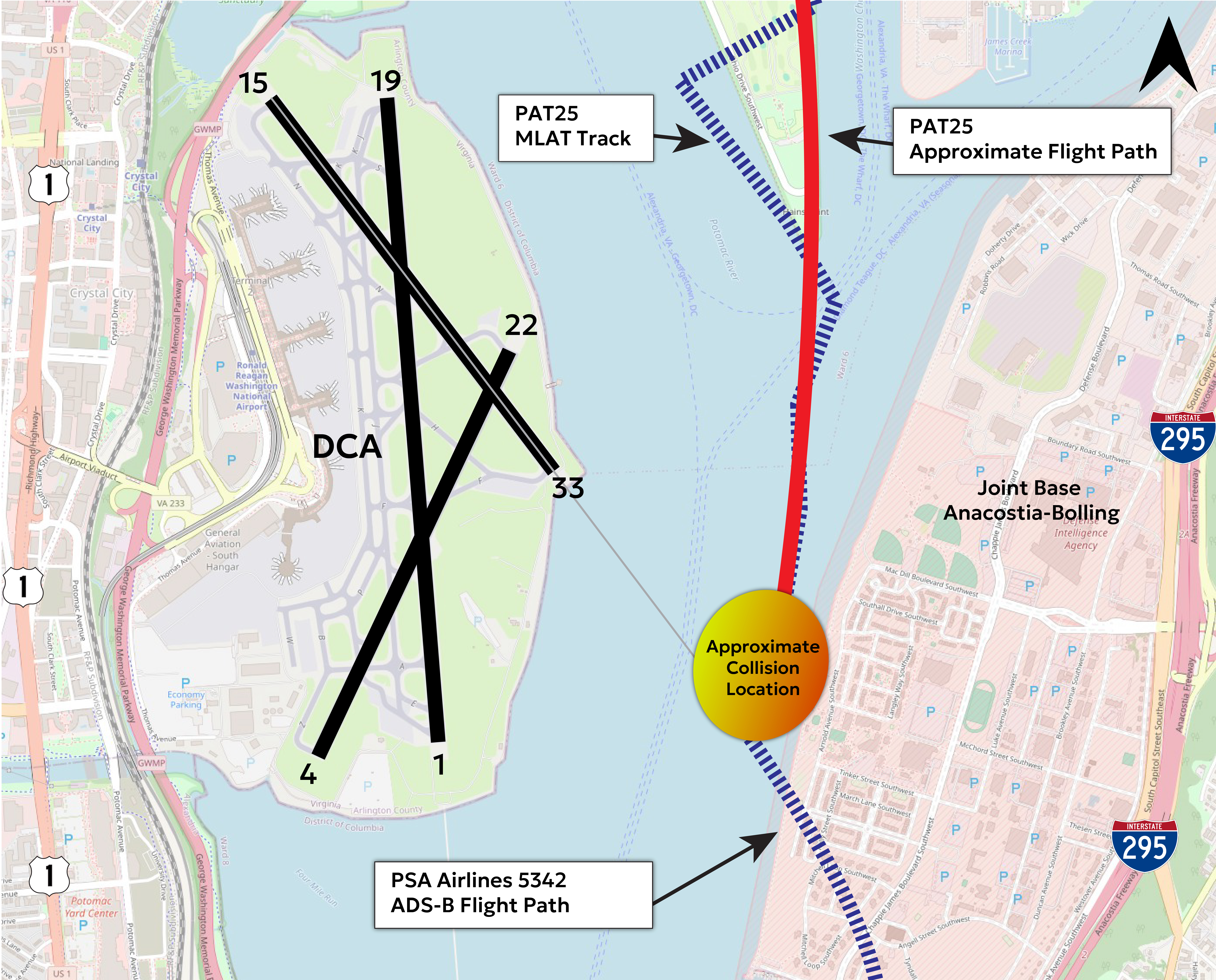
Le rotte dei due velivoli e il luogo della collisione.

Intorno alle 20:47 EST, meno di 30 secondi prima della collisione, un controllore del traffico aereo ha chiesto all'equipaggio dell'elicottero se avesse in vista il CRJ, mentre diversi CRJ stavano operando nei paraggi. L'equipaggio ha confermato il contatto visivo con un aeromobile e ha richiesto la “separazione visiva” dall'aereo di linea, il che significa che avrebbero acquisito e mantenuto la separazione visiva dall'aeromobile da soli, che è stata approvata dal controllore. Pochi istanti dopo, il controllore ha dato istruzioni all'elicottero di passare dietro il volo 5342. I due velivoli sono entrati in collisione a meno di 300 piedi (91 m) di altitudine, con l'aereo che volava a 111 nodi (206 km/h) al momento dell'impatto, causando l'esplosione dell'elicottero e la sua caduta nel fiume Potomac. Il radiotrasponditore del CRJ700 ha smesso di trasmettere a circa 730 metri dalla pista 33, dove l'aereo intendeva atterrare, e questo ha fornito dati errati per un minuto in più dopo l'incidente, come risulta dai dati ADS-B di Flightradar24.
La collisione è stata ripresa da una webcam del John F. Kennedy Center for the Performing Arts, e un altro video ha mostrato una breve scia di fuoco. I testimoni hanno riferito che l'aereo di linea si è “spezzato in due” al momento dell'impatto, mentre l'elicottero è precipitato sottosopra vicino all'aereo di linea. Un pilota di un velivolo non coinvolto ha confermato di aver visto l'incidente a un controllore del traffico aereo e ha riferito di aver visto delle fiamme dalla parte opposta del Potomac mentre il suo volo era in fase di atterraggio.
L'aereo era dotato di un sistema Traffic Collision Avoidance System (TCAS). Tuttavia, il TCAS generalmente inibisce i suoi avvisi di risoluzione (RA) quando l'aereo si trova a un'altitudine inferiore a 1 000 piedi (300 m) dal livello del suolo. Questa precauzione viene presa per evitare di guidare un aereo in potenziali collisioni con il terreno o con altri velivoli in uno spazio aereo terminale congestionato e per ridurre il carico cognitivo del pilota durante le fasi critiche del volo.
Entro tre ore dalla collisione, le autorità hanno confermato la presenza di vittime. Alle 02:50 del mattino seguente, non è stato segnalato alcun sopravvissuto e le operazioni di ricerca e soccorso sono state descritte come "sempre più tristi". Il senatore del Kansas Roger Marshall ha dichiarato che tutte le 67 persone erano presumibilmente morte.
Si tratta della prima collisione in volo negli Stati Uniti che coinvolge un aereo di linea dopo il volo Aeroméxico 498 del 1986. È stato anche il peggior incidente aereo negli USA dal volo American Airlines 587 del 12 novembre 2001, il primo incidente mortale che ha coinvolto la serie CRJ700 dalla sua introduzione nel 2001, il peggiore che ha coinvolto qualsiasi aeromobile della serie CRJ di Bombardier (superando le 53 vittime a bordo del volo China Eastern Airlines 5210) e il primo incidente mortale che ha coinvolto American Airlines dal volo 587.

### La risposta dei servizi di emergenza
Il personale di emergenza, tra cui unità del District of Columbia Fire and EMS (DC FEMS), del Metropolitan Police Department, della Metropolitan Washington Airports Authority, della Guardia Costiera degli Stati Uniti, della Polizia di Stato del Maryland e di altri mezzi di agenzie locali, statali e federali, è stato inviato sulla scena. Secondo il capo del DC FEMS John Donnelly, i soccorritori sono stati informati di un incidente aereo alle 20:48. Le prime unità sono arrivate sulla scena alle 20:58, La fusoliera del volo 5342 è stata trovata capovolta in tre sezioni nel fiume. La ricerca dei detriti è stata estesa al Woodrow Wilson Bridge, a 5 km a sud dell'aeroporto nazionale Reagan. Una gru utilizzata per sollevare i detriti durante la risposta al crollo del Francis Scott Key Bridge, avvenuto nelle vicinanze a Baltimora nel marzo 2024, è stata portata per aiutare a raccogliere i rottami dell'aereo.
Sono state impiegate imbarcazioni antincendio e sommozzatori per cercare vittime e sopravvissuti. Tuttavia, i soccorsi sono stati ostacolati dalle temperature rigide, dai forti venti, dal ghiaccio e dalle condizioni dell'acqua torbida. La temperatura dell'acqua vicino al luogo dell'incidente è stata registrata essere 35 °F (2 °C). Diversi yacht commerciali della CityCruise sono salpati dal porto turistico di Washington Sailing per assistere nelle operazioni di ricerca e soccorso. Giovedì l'operazione di salvataggio si è trasformata in una missione di recupero. I funzionari hanno dichiarato di essere fiduciosi di poter recuperare tutti i corpi dall'aereo. A venerdì pomeriggio, erano stati ritrovati 41 corpi, compresi i tre soldati nell'elicottero, e 28 erano stati identificati con certezza.
Dopo la collisione, l'aeroporto nazionale Ronald Reagan Washington ha sospeso tutti i decolli e gli atterraggi, dirottando i voli verso gli aeroporti vicini, tra cui l'aeroporto Internazionale di Dulles, l'aeroporto Internazionale di Baltimora-Washington e l'aeroporto Internazionale di Richmond. L'aeroporto è rimasto chiuso fino alle 11:00 del 30 gennaio.
La Washington Metropolitan Area Transit Authority ha esteso il servizio Silver Line per aiutare i passeggeri i cui voli sono stati dirottati all'aeroporto internazionale Dulles e ha inviato autobus riscaldati per aiutare le operazioni di soccorso.

## Conseguenze
Il 31 gennaio 2025, la FAA ha limitato i voli degli elicotteri nei pressi dell'aeroporto. La FAA ha chiuso parzialmente sia la rotta su cui si trovava il Black Hawk quando si è scontrato con il CRJ-700, sia un'altra rotta che corre a sud del Key Bridge di Washington e collega il quartiere di Georgetown a Rosslyn, in Virginia. Queste rotte, designate rispettivamente Route 4 e Route 1, rimangono aperte solo per i voli di polizia, medici, di difesa aerea e di trasporto presidenziale.
Il 31 gennaio 2025, American Airlines ha ritirato il numero di volo 5342 e ha dichiarato che il nuovo numero per la rotta da Wichita a Washington National sarebbe stato il volo 5677.

### Contesto interno
Il presidente Donald Trump fu informato della collisione aerea avvenuta nei pressi del fiume Potomac poco dopo il suo verificarsi. Poco dopo la mezzanotte, pubblicò un messaggio su Truth Social in cui metteva in dubbio l'operato dei controllori del traffico aereo, sostenendo che l'incidente avrebbe potuto essere evitato. Criticando l’equipaggio dell’elicottero militare coinvolto, accusato di aver volato troppo in alto., Trump aggiunse che la responsabilità dell’incidente andava anche ascritta agli obiettivi di diversità, equità e inclusione (DEI) sostenuti dalle amministrazioni di Joe Biden e Barack Obama: in particolare citò una politica del 2013 della FAA volta a incoraggiare l’assunzione di minoranze come controllori del traffico aereo. Attaccò anche l'ex segretario ai trasporti Pete Buttigieg, accusandolo di aver promosso l’inclusione nella FAA, pur ignorando che l'indirizzo seguito era stato introdotto dalla sua stessa amministrazione del 2019.
Le dichiarazioni di Trump ricevettero critiche diffuse come animate da disinformazione: al Presidente, che affacciava l'ipotesi che l’assunzione di persone con disabilità per ruoli nel controllo del traffico aereo avesse portato nella torre di controllo del Reagan Airport persone affette da cecità parziale, epilessia, disabilità intellettive gravi, disturbi psichiatrici e nanismo, la stampa reagì notando che disabilità come l’epilessia o alcuni disturbi mentali continuavano a costituire criteri di esclusione secondo i regolamenti dell'Office of Personnel Management (OPM). L’ex segretario ai trasporti Pete Buttigieg definì «ripugnante» il collegamento tra le politiche DEI e l’incidente, affermando che il presidente «dovrebbe guidare, non mentire».
La deputata Ilhan Omar accusò Trump di aver incolpato «minoranze e donne bianche», definendo i suoi commenti «disgustosi, razzisti e sessisti». Il leader della minoranza al Senato Chuck Schumer parlò di «speculazioni oziose», mentre il senatore Chris Van Hollen accusò Trump di «strumentalizzare una tragedia». Il senatore Chris Murphy dichiarò che l’ex presidente stava «incolpando senza prove donne e persone nere della FAA». Anche il deputato Jesús "Chuy" García accusò Trump di «sfruttare un disastro per diffondere menzogne razziste». Il pilota Sully Sullenberger affermò che «un aereo non si cura della razza o del genere del pilota, ma solo degli input di volo», dichiarandosi «disgustato» dalle parole del presidente.
Diversi membri dell’amministrazione Trump sostennero invece le sue affermazioni. Il vicepresidente J. D. Vance dichiarò che «l’assenza di standard elevati nelle assunzioni compromette la qualità dell’amministrazione pubblica e aumenta lo stress sul personale esistente». Il segretario ai trasporti Sean Duffy affermò che «la sicurezza richiede l’eccellenza», mentre il segretario alla difesa Pete Hegseth aggiunse che «l’era del DEI è finita al Dipartimento della Difesa» e che anche nel controllo del traffico aereo «servono i migliori e i più brillanti». La portavoce della Casa Bianca Karoline Leavitt sostenne infine che era «buon senso» preoccuparsi delle conseguenze delle politiche DEI.

## Le indagini
Il National Transportation Safety Board (NTSB), la FAA, il Dipartimento della Difesa degli Stati Uniti e l'Esercito degli Stati Uniti hanno annunciato che avrebbero avviato indagini sulla collisione. L'NTSB ha preparato una squadra investigativa da inviare sul luogo dell'incidente. Anche l'FBI ha dichiarato che avrebbe assistito, sebbene non vi fossero indicazioni di terrorismo o attività criminali. Il Transportation Safety Board of Canada (TSB) ha inviato una squadra di due investigatori per assistere nelle indagini, dal momento che il Bombardier CRJ700 era stato progettato e prodotto in Canada.
La sera del 30 gennaio, le scatole nere del volo 5342 sono state recuperate dal relitto e portate al laboratorio dell'NTSB per essere valutate e analizzate. Anche l'elicottero era dotato di un registratore combinato di voce e dati di volo, che è stato recuperato entro il 31 gennaio.